# Miss Monde 1965
Miss Monde 1965, est la 15e élection de Miss Monde, qui s'est déroulée au Lyceum Theatre de Londres, au Royaume-Uni, le 19 novembre 1965. La lauréate du concours est Lesley Langley, Miss Royaume-Uni 1965. Elle a été couronnée par la britannique Ann Sidney, Miss Monde 1964. Le Royaume-Uni est devenu le deuxième pays à remporter le concours deux années consécutives après la Suède.

## Résultats
| Résultat Final  | Candidates |
| --------------- | --- |
| Miss Monde 1965 | - Royaume-Uni - Lesley Langley |
| 1re Dauphine    | - États-Unis - Dian Parkinson |
| 2e Dauphine     | - Irlande - Gladys Anne Waller |
| 3e Dauphine     | - Autriche - Ingrid Kopetzky |
| 4e Dauphine     | - Tahiti - Marie Tapare |
| Top 7           | - Canada - Carol Ann Tidey - Rhodésie - Lesley Bunting |
| Top 16          | - Allemagne - Karin Schütze - Corée du Sud - Lee Eun-ah - Costa Rica - Marta Fernández - Danemark - Yvonne Ekman - Finlande - Raija Salminen - France - Christiane Sibellin - Japon - Yuko Oguchi - Nouvelle-Zélande - Gay Lorraine Phelps - Suède - Britt-Marie Lindblad |

## Candidates

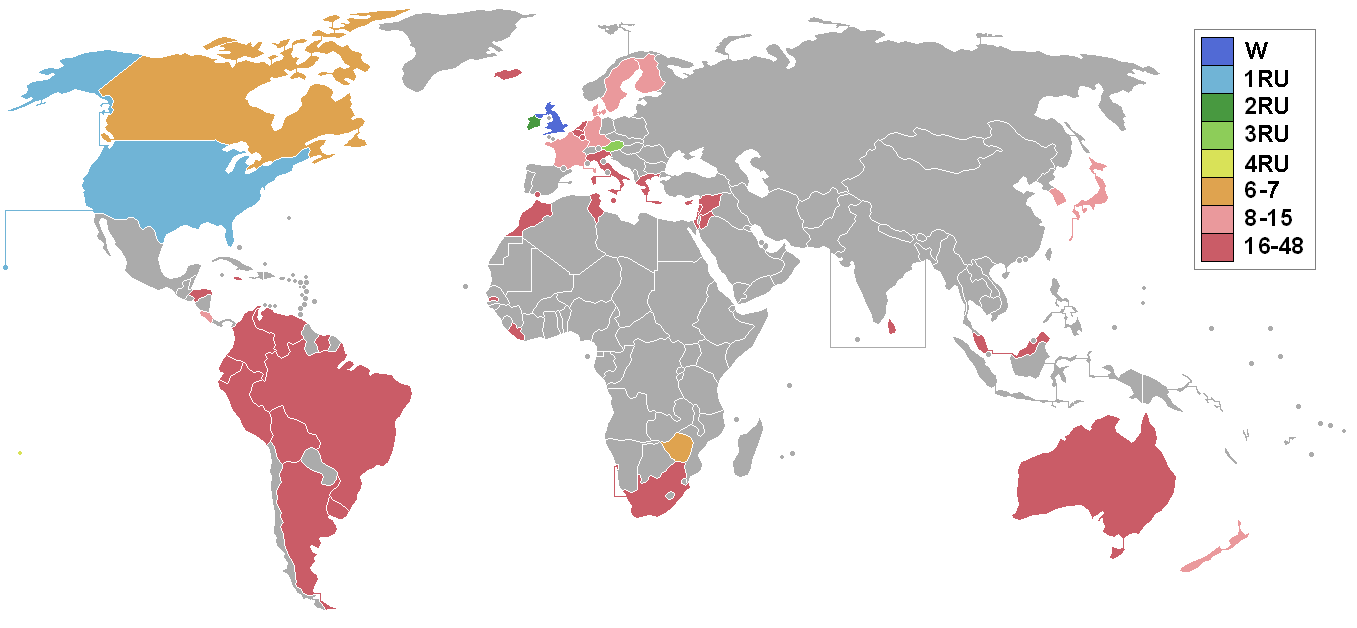
Pays des participantes et résultats

- Afrique du Sud - Carrol Adele Davis
- Allemagne - Karin Schütze
- Argentine - Lidia Alcira Díaz
- Australie - Jan Rennison
- Autriche - Ingrid Kopetzky
- Belgique - Lucy Emilie Nossent
- Bolivie - Gabriela Cornel Kempff
- Brésil - Berenice Lunardi
- Canada - Carol Ann Tidey
- Ceylon - Shirlene Minerva de Silva
- Chypre - Krystalia Psara
- Colombie - Nubia Angelina Bustillo Gallo
- Corée du Sud - Lee Eun-ah
- Costa Rica - Marta Eugenia Escalante Fernández
- Danemark - Yvonne Hanne Ekman
- Équateur - Corine Mirguett Corral
- États-Unis - Dianna Lynn Batts
- Finlande - Raija Marja-Liisa Salminen
- France - Christiane Sibellin
- Gambie - Ndey Jagne
- Gibraltar - Rosemarie Viňales
- Grèce - Maria Geka
- Pays-Bas - Janny de Knegt
- Honduras - Edda Inés Mungula
- Irlande - Gladys Anne Waller
- Islande - Sigrún Vignisdóttir
- Israël - Shlomit Gat
- Italie - Guya Libraro
- Jamaïque - Carol Joan McFarlane
- Japon - Yuko Oguchi
- Jordanie - Nyla Munir Haddad
- Liban - Yolla George Harb
- Liberia - Melvilla Mardea Harris
- Luxembourg - Marie-Anne Geisen
- Malaisie - Clara Eunice de Run
- Malte - Wilhelmina Mallia
- Maroc - Lucette Garcia
- Nouvelle-Zélande - Gay Lorraine Phelps
- Pérou - Lourdes Cárdenas Gilardi
- Rhodésie - Lesley Bunting
- Royaume-Uni - Lesley Langley
- Suède - Britt Marie Lindblad
- Suriname - Anita van Eyck
- Syrie - Raymonde Doucco
- Tahiti - Marie Tapare
- Tunisie - Zeineb Ben Lamine
- Uruguay - Raquel Luz Delgado
- Venezuela - Nancy Elizabeth González Aceituno

## À propos des pays participants

### Débuts
- Costa Rica
- Gambie
- Malte
- Syrie

### Retours
Dernière participation en 1960
- Australie
- Tahiti

Dernière participation en 1961
- Rhodésie

Dernière participation en 1963
- Bolivie
- Chypre
- Israël
- Jordanie
- Malaisie
- Pérou

### Désistements
- Aruba
- Espagne - Alicia Borras
- Montserrat
- Nicaragua - Flora Sánchez Argüello
- Taïwan
- Turquie - Zerrin Arbaş